# 蒙图尔克
蒙图尔克，是西班牙安达卢西亚自治区科尔多瓦省的一个市镇。总面积33平方公里，总人口1962人（2001年），人口密度59人/平方公里。